# Joseph Franz von Schönborn-Wiesentheid
Joseph Franz Bonaventura von Schönborn-Wiesentheid (Magonza, 8 luglio 1708 – Wiesentheid, 25 gennaio 1772) è stato un nobile e politico tedesco.

## Biografia
Joseph Franz Bonaventura nacque l'8 luglio 1708 a Magonza, figlio del conte Rudolf Franz Erwein von Schönborn e di sua moglie Maria Eleonore von Hatzfeld-Wildenburg. Sua madre, alla morte del primo marito, aveva ottenuto il governo della contea di Wiesentheid che aveva retto sino al 1704 quando, dopo essersi sposata col secondo marito, gliela portò in dote. Quando Rudolf morì il 22 settembre 1754 nella sua residenza a Gaibach, Joseph Franz Bonaventura gli subentrò anche in questa reggenza mutando il proprio cognome in Schönborn-Wiesentheid.
Oltre ai suoi obblighi di conte sovrano, Joseph Franz divenne ciambellano imperiale e consigliere privato del principe vescovo di Würzburg e del principe arcivescovo di Magonza. Dal 1756 il conte assunse l'incarico di Vice dominus di Aschaffenburg (carica già detenuta da suo padre e da suo nonno prima di lui), ed amministrò la città per conto dell'elettorato di Magonza; dopo di lui la carica, di origine medievale, non venne più nominata. Per conto del vescovato di Würzburg venne nominato anche ufficiale giudiziario a Kitzingen e Gemünden.
Durante il periodo di governo di Joseph Franz Bonaventura, la contea di Wiesentheid venne colpita dalla Guerra dei Sette anni. Nel 1759 le truppe in transito trascinarono via come ostaggi il pastore di Wiesentheider e il giudice locale che vennero restituiti per intervento diretto del conte. Egli stesso avviò delle riforme illuminate per la sua epoca come nuovi regolamenti scolastici. Nel 1770 emanò un divieto protezionista per evitare l'esportazione di grano ed evitare così nuove carestie nei suoi territori.
Il 25 gennaio 1772 Johann Franz Bonaventura morì a Wiesentheid e venne sepolto nella Kreuzkapelle della chiesa parrocchiale locale.

## Matrimonio e figli

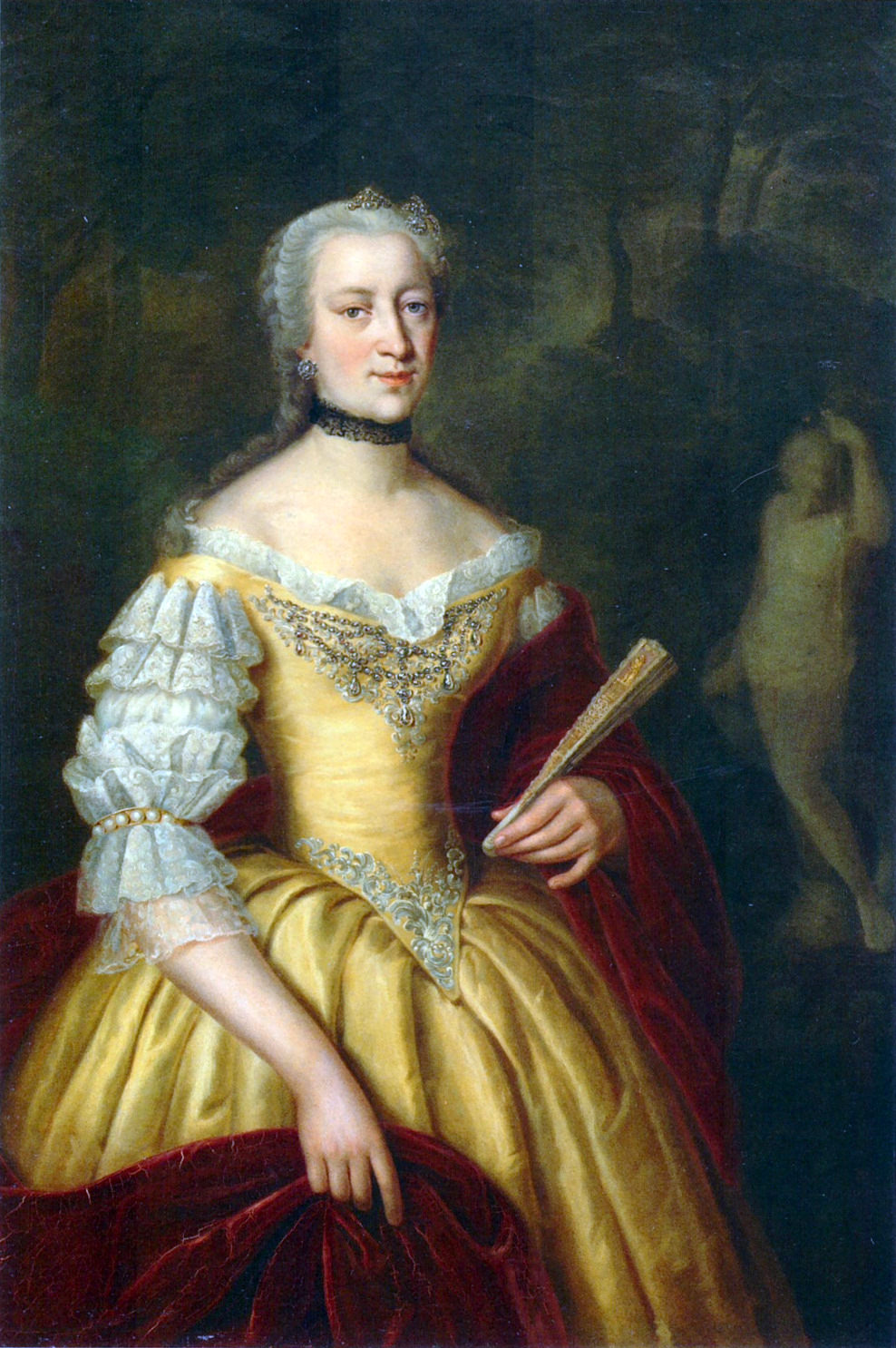
La contessa Bernhardine von Plettenberg

Il conte Joseph Franz Bonaventura si sposò il 30 agosto 1736 con la contessa Bernhardine von Plettenberg, figlia del conte Ferdinand von Plettenberg, primo ministro a Colonia. La coppia ebbe insieme i seguenti figli:
- Bernhardina (13 settembre 1737 - 17 aprile 1780)
- Hugo Damian Friedrich Karl Franz Erwein (27 ottobre 1738, Aschaffenburg - 15 novembre 1817, Vienna)
- Karoline (13 marzo 1740 - 10 gennaio 1743)
- Karl (22 febbraio 1742 - 1º gennaio 1743)
- Friedrich (18 giugno 1746 - 25 maggio 1747)[1]

## Antenati
|                                                       |                                          |                                                | Genitori                                  |  |  | Nonni |  |  | Bisnonni                     |  |  | Trisnonni           |  |
|                                                       |                                          |                                                |                                           |  |  |       |  |  | Philipp Erwein von Schönborn |  |  | Georg von Schönborn |  |
|                                                       |                                          |                                                |                                           |  |  |       |  |  | Philipp Erwein von Schönborn |  |  | Georg von Schönborn |  |
|                                                       |                                          | Maria Barbara von der Leyen                    |                                           |  |  |       |  |  | Philipp Erwein von Schönborn |  |  |                     |  |
| Melchior Friedrich von Schönborn-Buchheim             |                                          |                                                |                                           |  |  |       |  |  | Philipp Erwein von Schönborn |  |  |                     |  |
|                                                       |                                          | Maria Ursula Greiffenklau von Vollrads         | Heinrich von Greiffenclau zu Vollrads     |  |  |       |  |  |                              |  |  |                     |  |
|                                                       |                                          | Maria Ursula Greiffenklau von Vollrads         | Heinrich von Greiffenclau zu Vollrads     |  |  |       |  |  |                              |  |  |                     |  |
|                                                       |                                          | Maria Ursula Greiffenklau von Vollrads         | Anna Maria von und zu Eltz                |  |  |       |  |  |                              |  |  |                     |  |
| Rudolf Franz Erwein von Schönborn                     |                                          | Maria Ursula Greiffenklau von Vollrads         |                                           |  |  |       |  |  |                              |  |  |                     |  |
|                                                       |                                          | Johann Christian von Boineburg und Lengsfeld   | Hans Berthold von Boineburg und Lengsfeld |  |  |       |  |  |                              |  |  |                     |  |
|                                                       |                                          | Johann Christian von Boineburg und Lengsfeld   | Hans Berthold von Boineburg und Lengsfeld |  |  |       |  |  |                              |  |  |                     |  |
|                                                       |                                          | Johann Christian von Boineburg und Lengsfeld   | Barbara Sibylla von Buttlar               |  |  |       |  |  |                              |  |  |                     |  |
| Maria Anna Sophia Johanna von Boineburg und Lengsfeld |                                          | Johann Christian von Boineburg und Lengsfeld   |                                           |  |  |       |  |  |                              |  |  |                     |  |
|                                                       |                                          | Anna Christina Schütz von Holzhausen           | Cuno Quirinus Schütz von Holzhausen       |  |  |       |  |  |                              |  |  |                     |  |
|                                                       |                                          | Anna Christina Schütz von Holzhausen           | Cuno Quirinus Schütz von Holzhausen       |  |  |       |  |  |                              |  |  |                     |  |
|                                                       |                                          | Anna Christina Schütz von Holzhausen           | Maria Eva von Dorfelden                   |  |  |       |  |  |                              |  |  |                     |  |
| Joseph Franz von Schönborn-Wiesentheid                |                                          | Anna Christina Schütz von Holzhausen           |                                           |  |  |       |  |  |                              |  |  |                     |  |
|                                                       | Hermann von Hatzfeldt, conte di Gleichen | Sebastian von Hatzfeldt, signore di Wildenburg |                                           |  |  |       |  |  |                              |  |  |                     |  |
|                                                       | Hermann von Hatzfeldt, conte di Gleichen | Sebastian von Hatzfeldt, signore di Wildenburg |                                           |  |  |       |  |  |                              |  |  |                     |  |
|                                                       | Hermann von Hatzfeldt, conte di Gleichen | Maria Margareta von Hatzfeldt                  |                                           |  |  |       |  |  |                              |  |  |                     |  |
| Heinrich von Hatzfeldt                                | Hermann von Hatzfeldt, conte di Gleichen |                                                |                                           |  |  |       |  |  |                              |  |  |                     |  |
|                                                       |                                          | Maria Katharina Kämmerer von Worms             | Wolf Dietrich Kämmerer von Worms          |  |  |       |  |  |                              |  |  |                     |  |
|                                                       |                                          | Maria Katharina Kämmerer von Worms             | Wolf Dietrich Kämmerer von Worms          |  |  |       |  |  |                              |  |  |                     |  |
|                                                       |                                          | Maria Katharina Kämmerer von Worms             | Magdalena von Kronberg                    |  |  |       |  |  |                              |  |  |                     |  |
| Maria Eleonore von Hatzfeld-Wildenburg                |                                          | Maria Katharina Kämmerer von Worms             |                                           |  |  |       |  |  |                              |  |  |                     |  |
|                                                       |                                          | Philipp Erwein von Schönborn                   | Georg von Schönborn                       |  |  |       |  |  |                              |  |  |                     |  |
|                                                       |                                          | Philipp Erwein von Schönborn                   | Georg von Schönborn                       |  |  |       |  |  |                              |  |  |                     |  |
|                                                       |                                          | Philipp Erwein von Schönborn                   | Maria Barbara von der Leyen               |  |  |       |  |  |                              |  |  |                     |  |
| Catharina Elizabeth von Schönborn                     |                                          | Philipp Erwein von Schönborn                   |                                           |  |  |       |  |  |                              |  |  |                     |  |
|                                                       |                                          | Maria Ursula Greiffenklau von Vollrads         | Heinrich von Greiffenclau zu Vollrads     |  |  |       |  |  |                              |  |  |                     |  |
|                                                       |                                          | Maria Ursula Greiffenklau von Vollrads         | Heinrich von Greiffenclau zu Vollrads     |  |  |       |  |  |                              |  |  |                     |  |
|                                                       |                                          | Maria Ursula Greiffenklau von Vollrads         | Anna Maria von und zu Eltz                |  |  |       |  |  |                              |  |  |                     |  |
|                                                       |                                          | Maria Ursula Greiffenklau von Vollrads         |                                           |  |  |       |  |  |                              |  |  |                     |  |